# Menjagrà cantaire
El menjagrà cantaire (Phonipara canora) és una espècie d'ocell endèmica de Cuba, pertanyent a la família Thraupidae de l'ordre Passeriformes, i única espècie del gènere Phonipara Bonaparte, 1850.